# Parafia św. Tomasza Kantuaryjskiego w Sulejowie
Parafia św. Tomasza Kantuaryjskiego w Sulejowie – jedna z 9 parafii rzymskokatolickich dekanatu tomaszowskiego diecezji radomskiej.

## Historia
- Kościół i klasztor cystersów ufundowany został przez Kazimierza Sprawiedliwego w 1176 dla konwentu sprowadzonego z Marimond. Kościół wzniesiono przed 1232 i tymże roku go konsekrowano. Klasztor został zbudowany ok. połowy XIII w. W 1259 klasztor spalili Tatarzy. Rozbudowany był w początkach XV w. Ponownie został spalony przez Tatarów w 1431. Kolejna rozbudowa miała miejsce w pierwszej połowie XVI w. Na przełomie XV i XVI w. założono obwarowania, które w XVIII w. przekształcono. W 1790 kościół i klasztor zostały spalone. Początkowo tereny należały do parafii Sulejów. Po I rozbiorze Polski wsie z tej strony Pilicy zostały przyłączone do parafii Wójcin. Parafia klasztorna pw. św. Tomasza Kantuaryjskiego i Wniebowzięcia NMP. prowadzona przez cystersów powstała w 1798. W 1819 klasztor skasowano, a majątek przejęły władze rządowe. Wydzierżawiono dobra zakonne, a pracę parafialną podjęli księża diecezjalni. W 1847 miał miejsce ponowny pożar kościoła i klasztoru. W latach 1852–1861 część klasztoru została odremontowana i założono ochronkę dla dzieci, zaś w 1883 część zabudowań klasztornych została sprzedana i urządzono w niej browar, a część przyznano parafii. Cystersi ponownie objęli tę placówkę w 1986. W latach osiemdziesiątych XX w. stan materialny budynków był  bardzo zły i z tego względu zamknięto kościół dla celów duszpasterskich i dla zwiedzających. Udostępniono jedynie dla celów liturgicznych tzw. kapitularz. Generalny remont i konserwacja zostały podjęte od 1987 dzięki wsparciu fundacji „Obiekt Zabytkowy Opactwo Cystersów w Sulejowie”. Jest to obiekt późnoromański, przejściowy, orientowany, trójnawowy, bazylikowy, wzniesiony z kamienia łamanego, od lica cios z piaskowca szydłowieckiego, wewnątrz wyłożony cegłą, sklepienia z cegły, elementy konstrukcyjne i dekoracyjne z piaskowca. Klasztor pierwotnie wraz z kościołem tworzył czworobok wokół wirydarza. Zachowana została przykościelna część murowana z cegły, szczegóły z piaskowca, kapitularz z połowy XIII w. i biegnący wzdłuż odcinek krużganku z początku XV w. 22 października 2012 rozporządzeniem Prezydenta RP. kościół i klasztor Cystersów w Sulejowie wpisano na listę Pomników Historii.

## Terytorium
- Do parafii należą: Owczary, Prucheńsko Duże, Sulejów Podklasztorze, Strzelce[1].

## Proboszczowie
- 1942 - 1947 - ks. Adam Cieloch
- 1948 - 1960 - ks. Julian Kwaśnik
- 1960 - 1973 - ks. Edward Stępień
- 1974 - 1986 - ks. Adam Łyżwa
- 1987 - 1993 - o. Cherubin Kozera
- 1994 - 1999 - o. Anioł Karsznia
- 1999 - 2001 - o. Romuald Wróbel
- 2001 - nadal - o. Augustyn Węgrzyn